# Зуев, Иван Ефимович
Иван Ефимович Зуев (1906—1977) — советский учёный-философ, доктор философских наук, профессор Смоленского государственного педагогического института.

## Биография
Иван Ефимович Зуев родился 23 февраля 1906 года в городе Смоленске. Окончив школу, поступил на общественно-экономическое отделение Второго Московского государственного университета. Окончил его в 1930 году, после чего поступил в аспирантуру Московского историко-философского института. Завершив обучение в 1935 году, уехал в Ростов-на-Дону, где работал преподавателем, затем заведующим кафедрой философии Ростовского-на-Дону государственного педагогического института. Позднее был направлен на партийную работу, был инструктором по высшим учебным заведениям Северо-Кавказского крайкома ВКП(б), затем заведующим сектором пропаганды и агитации, преподавателем курсов политотдела Северо-Кавказской железной дороги.
В 1937 году Зуев был арестован органами НКВД СССР и 10 октября 1937 года Особым совещанием НКВД СССР приговорён к 5 годам исправительно-трудовых лагерей. После освобождения ещё в течение 5 лет отбывал ссылку на Дальнем Востоке.
Вернувшись на Смоленщину, Зуев работал учителем в сельской школе. В 1955 году он был реабилитирован и восстановлен в правах. Преподавал в Смоленском зооветеринарном техникуме, затем был старшим преподавателем, доцентом Смоленского государственного института физической культуры, профессором кафедры философии Смоленского государственного педагогического института.
В 1960 году Зуев защитил диссертацию на соискание учёной степени кандидата философских наук на тему: «Диалектическая логика в классической немецкой философии и в марксизме-ленинизме», в 1967 году — докторскую диссертацию по теме: «Ленинизм о соотношении объективного и субъективного в познании и практической деятельности». Являлся автором нескольких книг.
Умер 27 июня 1977 года, похоронен на Тихвинском кладбище Смоленска.